# Mann (Familie)

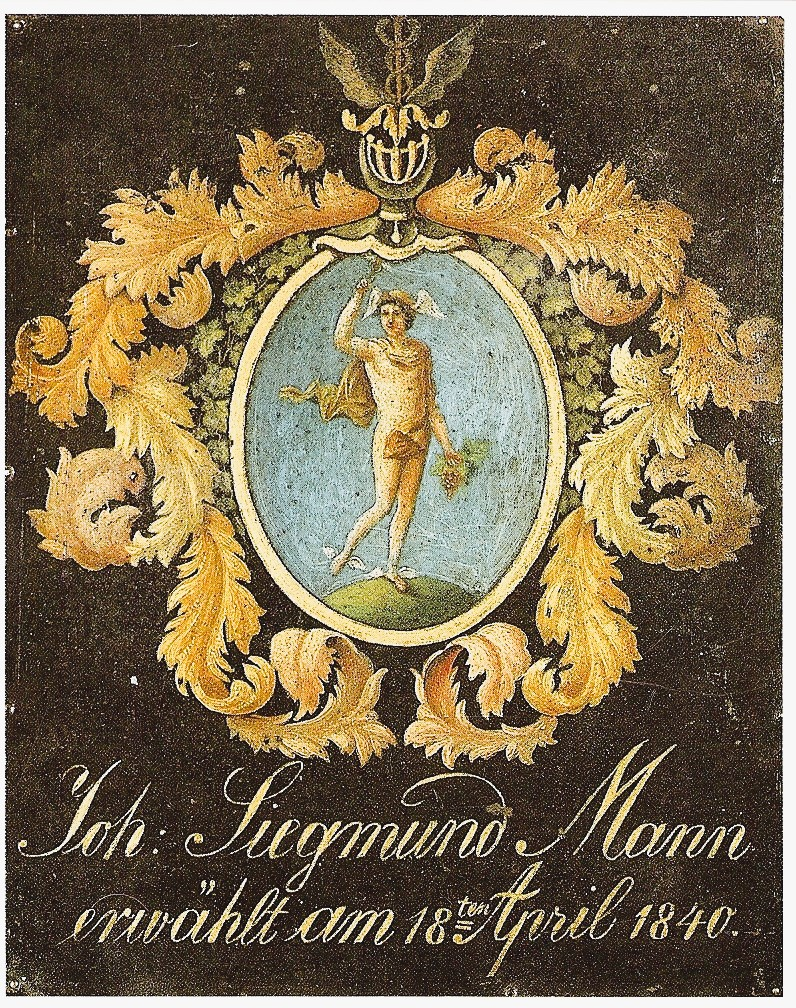
Wappentafel Johann Siegmund Manns von 1840 (als Vorsteher des Armenhauses im St.-Annen-Kloster zu Lübeck). Wappensymbol der Familie ist Merkur, der antike Gott des Handels (wie auch der Eloquenz).

Die Familie Mann ist eine deutsche Literaten-Familie, die von dem Lübecker Senator Thomas Johann Heinrich Mann abstammt, dem Oberhaupt einer alten hanseatischen Kaufmannsfamilie aus dem Lübischen Patriziat.
Seine Söhne Thomas Mann und Heinrich Mann sowie Mitglieder der nachfolgenden Generation wurden Schriftsteller; sie thematisierten unter anderem die Geschichte des deutschen Bürgertums und Bildungsbürgertums sowie seiner Dekadenz in zahlreichen, oft autobiographisch geprägten literarischen Werken, wodurch die Familie selbst in den Augen der Öffentlichkeit zum Symbol und späten Repräsentanten ebendieser Schicht wurde.

## Geschichte

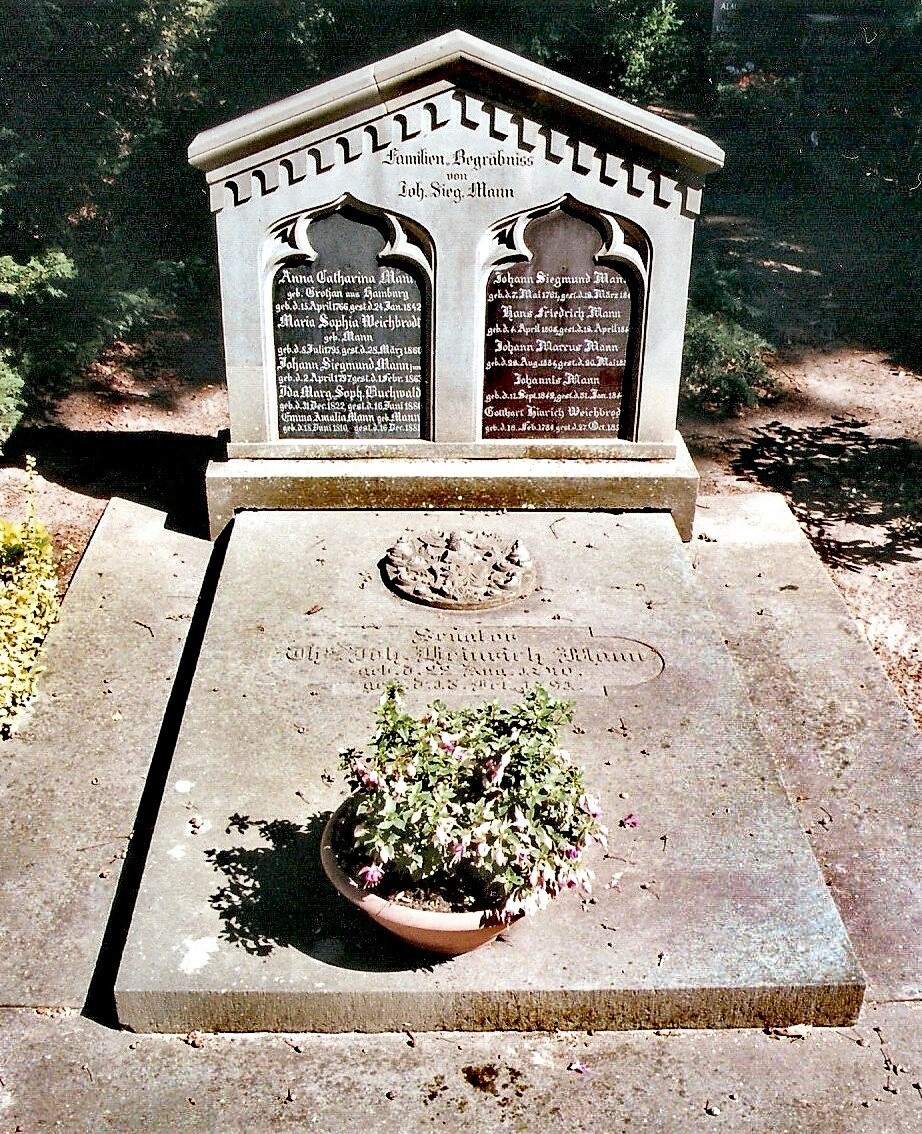
Familiengrab der Familie Johann Sigmund Mann auf dem Burgtorfriedhof in Lübeck

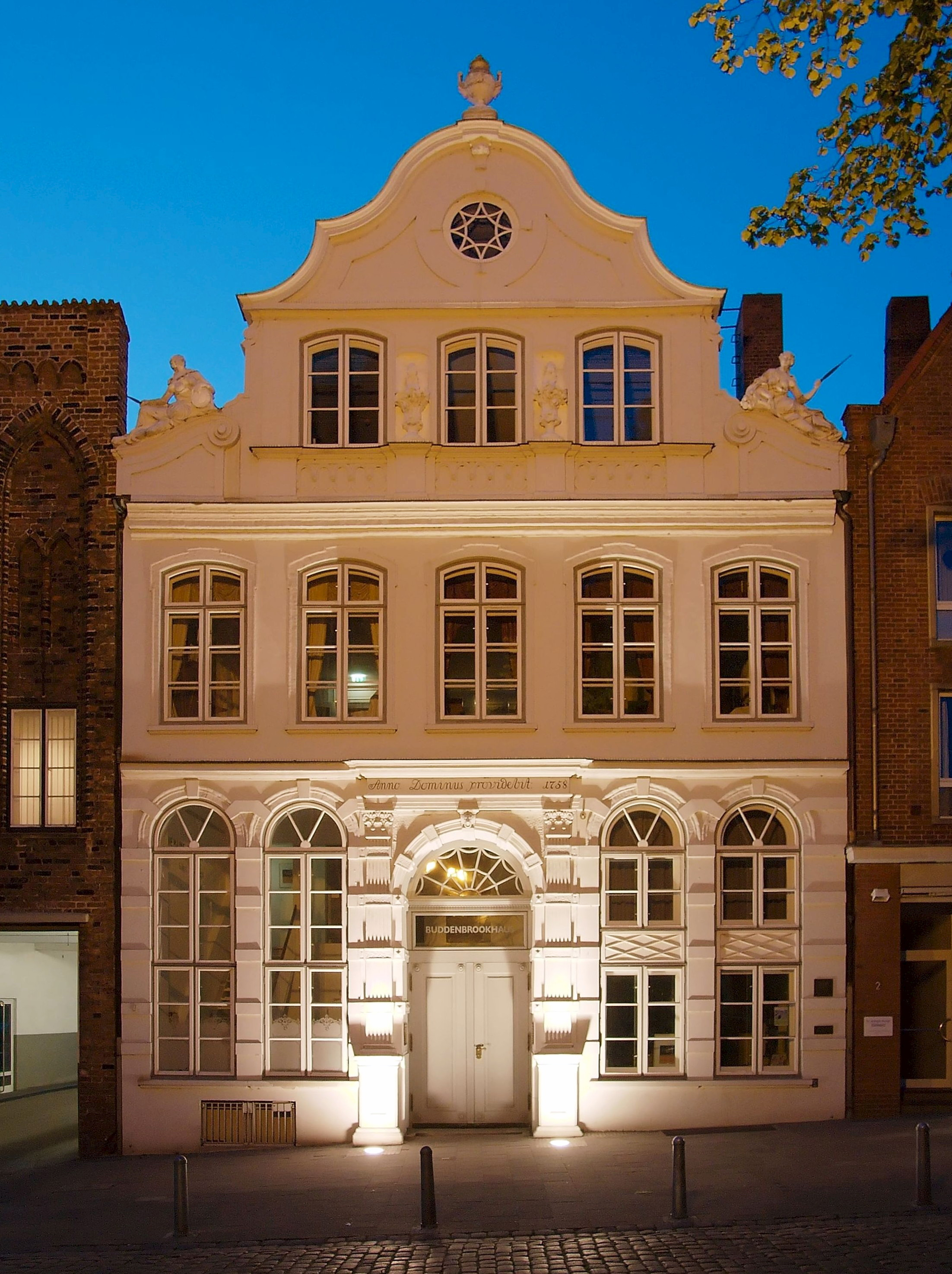
Das Haus der Familie Mann in Lübeck, Mengstraße 4 („Buddenbrookhaus“)

Die Geschichte der Familie Mann lässt sich bis ins 16. Jahrhundert nach Nürnberg zurückverfolgen. Die eindeutig nachweisbare Linie der Vorfahren beginnt mit dem 1611 geborenen Kaufmann Johann Mourer Mann aus Parchim. Eine direkte Linie zwischen dieser und der Nürnberger Linie ist allerdings nicht zweifelsfrei nachzuweisen. Johann Mourer Manns zwei Söhne heirateten im mecklenburgischen Grabow, wo der ältere von ihnen 1694 zum Bürgermeister und der jüngere 1690 zum Ratsherrn gewählt wurde. Der 1635 geborene Johann der Ältere heiratete Elisabeth Marnitz, der 1644 geborene Johann der Jüngere heiratete ihre jüngere Schwester Anna. Beide waren Töchter des Ratsherrn Ebel Marnitz, Mitglied der alteingesessenen und wohlhabenden Kaufmannsfamilie Marnitz.
Der Sohn des jüngsten Bruders, Siegmund Mann, zog 1713 nach Rostock. Einer seiner Söhne, Joachim Siegmund, erlernte den Beruf des Brauers und Kaufmanns. Dessen einziger Sohn, Johann Siegmund, kam 1775 als Kaufmannslehrling nach Lübeck. Dieser, Ururenkel von Johann Mourer Mann, gründete 1790 in Lübeck das Johann Siegmund Mann, Commissions- und Speditionsgeschäft. Sein Sohn Johann Siegmund Mann jun., der Großvater von Heinrich und Thomas Mann, heiratete 1837 als zweite Frau Elisabeth Marty, die Tochter eines wohlhabenden, aus der Schweiz stammenden Kaufmanns, der ein aktives Mitglied der angesehenen reformierten Gemeinde in Lübeck war. Die Familie Mann kam somit erstmals seit ihrem möglichen Nürnberger Ursprung mit dem Süden in Kontakt. 1842 erwarb er das 1758 erbaute Haus Mengstraße 4 (das heute sogenannte „Buddenbrookhaus“). Ein Familiengrab der Familie Mann befindet sich auf dem Burgtorfriedhof in der Hansestadt Lübeck, dem Geburtsort von Thomas und Heinrich Mann; ein weiteres ist in der Rostocker Marienkirche (südwestliche Seitenkapelle des Langhauses) zu finden.
Der Sohn von Johann Siegmund Mann jr., Thomas Johann Heinrich Mann, übernahm die Firma 1862. 1869 heiratete er Julia da Silva-Bruhns (1851–1923), die Tochter eines nach Brasilien ausgewanderten Lübecker Kaufmanns und einer portugiesischstämmigen Plantagenbesitzers-Tochter. 1877 wurde er zum Senator für Wirtschaft und Finanzen des Stadtstaates Lübeck gewählt. Damit war er nach dem Bürgermeister der wichtigste Politiker der Stadt und dem Range nach Minister eines deutschen Bundesstaates. Die Geschichte der Familie bis zu ihm verarbeitete sein Sohn Thomas Mann in dem 1901 erschienenen und 1929 mit dem Literaturnobelpreis ausgezeichneten Roman „Buddenbrooks“. Thomas’ älterer Bruder Heinrich Mann schuf bedeutende, vom französischen Roman des 19. Jahrhunderts geprägte, oft gesellschaftskritische Romane und war Präsident der Sektion für Dichtkunst der Preußischen Akademie der Künste.
Thomas Mann heiratete 1905 die Münchnerin Katia Pringsheim aus der wohlhabenden jüdischen Kaufmannsfamilie Pringsheim. Von ihren sechs Kindern erwarben drei ebenfalls Bekanntheit als Schriftsteller, Erika (1905–1969), Klaus (1906–1949) und Golo (1909–1994), Letzterer als habilitierter Historiker. Thomas Mann und seine gesamte Familie emigrierten, ebenso wie sein Bruder Heinrich, 1933 bei der Machtergreifung Hitlers ins Ausland und wirkten von dort als viel beachtete Vertreter der politischen und literarischen Emigranten im Rahmen der Exilliteratur. Golo Mann kehrte als einziger nach Deutschland zurück, wurde Professor für Politikwissenschaft und einer der bekanntesten deutschen Historiker des 20. Jahrhunderts. Lange in Deutschland unbekannt blieb das Lebenswerk der Tochter Elisabeth Mann Borgese (1918–2002), die heute als Pionierin des internationalen Seerechts gilt.

## Stammliste
|  | Heinrich Mann            |
|  | Heinrich und Thomas Mann |
|  | Katia Mann               |
|  | Erika Mann               |
|  | Klaus Mann               |
|  | Golo Mann                |

- Johann Mourer (Moritz) Mann (1611–1656) – Kaufmann in Parchim
  - 4 weitere Kinder
  - Johann Mann d. Jüngere (1644–1731) – Ratsherr und Gewandschneider in Grabow (3 Ehen) ⚭ Brigitte Schürer
    - 14 weitere Kinder
    - Siegmund Mann (1687–1772) – Amtsmeister der Schneider ⚭ Marie Christine Richter
      - Joachim Siegmund Mann (1728–1799) – Brauer und Kaufmann ⚭ Maria Dorothea Stüdemann (?–1780), 2. Ehe ab 1780 mit Sophie Bülow (?–1818)
        - Dorothea Maria Mann (1858–1830) ⚭ Johann Andreas Riedel
        - Magdalena Catharine Mann (1767–1802) ⚭ Johann Ludwig Riedel
        - Andreas Vincent Walter Heinrich Mann (1773–1777)
        - Johann Siegmund Mann (1761–1848) – Lübecker Kaufmann ⚭ Anna Catharina Grotjan (1766–1842)
          - Johann Siegmund Mann jr. (1797–1863) – Lübecker Kaufmann ⚭ Emilie Wunderlich (1806–1833), 2. Ehe ab 1837 mit Elisabeth Marty (1811–1890)
            - Marie Elisabeth Amalia Mann (1838–1917) ⚭ Ernst Elfeld (1829–1912) – Hamburger Kaufmann; 2. Ehe mit Gustav Haag – Esslinger Kaufmann 
              - Olga Catharina Elisabeth Elfeld
              - Siegmund Christian Carl Elfeld
                - Alice Haag
                - Ewald Siegmund Henry Haag

            - Johannes Mann (1842–1844)
            - Olga Marie Mann (1845–1886) ⚭ Gustav Sievers – Kaufmann in Sankt Petersburg
            - Friedrich Wilhelm Lebrecht Mann (1847–1926)
            - Thomas Johann Heinrich Mann (1840–1891) – Lübecker Kaufmann ⚭ Julia da Silva-Bruhns (1851–1923)
              - Luiz Heinrich Mann (1871–1950) – Schriftsteller ⚭ Maria Kanová (1886–1947), geschieden 1930, 2. Ehe 1939 mit Nelly Kröger (1898–1944) 
                - Carla Maria Henriette Leonie Mann (1916–1986) ⚭ Ludvík Aškenazy (1921–1986) – Schriftsteller
                  - Jindřich Mann-Aškenazy (* 1948) – Regisseur 
                    - Hannah Mann (* 1980)
                    - Lucia Mann (* 1983)

                  - Ludvik Mann-Aškenazy (* 1956) – Filmemacher

              - Paul Thomas Mann (1875–1955) – Literatur-Nobelpreisträger ⚭ Katharina „Katia“ Pringsheim (1883–1980)
                - Erika Mann (1905–1969) – Schriftstellerin, Kabarettistin ⚭ Gustaf Gründgens (1899–1963) – Schauspieler, Regisseur; 2. Ehe mit Wystan H. Auden (1907–1973) – Lyriker
                - Klaus Mann (1906–1949) – Schriftsteller
                - Gottfried Golo Mann (1909–1994) – Historiker, Schriftsteller
                  - Hans Beck-Mann (Adoptivsohn) (1936–1986)

                - Monika Mann (1910–1992) – Schriftstellerin ⚭ Jenö Lányi (1902–1940) – Kunsthistoriker
                - Elisabeth Mann Borgese (1918–2002) – Ökologin, Schriftstellerin ⚭ Giuseppe Antonio Borgese (1882–1952) – Literaturwissenschaftler
                  - Angelica Borgese (* 1940) – Physikerin ⚭ Marcello Colocci – Physiker
                    - Michele Colocci (* 1963) ⚭ Anne Elizabeth (Beth) Pryor
                      - Thomas Eliott Colocci (* 1994)
                      - Isabella Stewart Colocci (* 1996)

                  - Dominica Borgese (* 1944) – Biologin ⚭ Ettore Guidi
                    - Marta Guidi (* 1983)

                - Michael Thomas Mann (1919–1977) – Musiker, Literaturwissenschaftler ⚭ Gret Moser (1916–2007) 
                  - Fridolin „Frido“ Mann (* 1940) – Psychologe, Schriftsteller ⚭ Christine Heisenberg (* 1944) – Tochter von Werner Heisenberg
                    - Stefan Mann (* 1968) – Volkswirt und Agrarwissenschaftler ⚭ Kristina Zschiegner (* 1964)
                      - Lukas Mann (* 1994)
                      - Julia Mann (* 1996)
                      - Konstantin Mann (* 1998)

                  - Anthony Mann (* 1942)
                  - Raju Mann (Adoptivtochter) (* 1963)

              - Julia Elisabeth Therese Mann (1877–1927) ⚭ Josef Löhr (1862–1922) – Bankdirektor
                - Eva Maria Elisabeth Löhr (1901–1968) ⚭ Hans Bohnenberger (1901–1989) – Bankkaufmann
                - Rosa Marie Julia Löhr (1907–1994) – Gartenbautechnikerin ⚭ Friedrich Alder (1914–1942) – Gärtner
                - Ilse Marie Julia Löhr (* 1907) – Säuglingsschwester

              - Carla Augusta Olga Maria Mann (1881–1910) – Schauspielerin
              - Carl Viktor Mann (1890–1949) – Ökonom ⚭ Magdalena Nelly Kilian (1895–1962)